# Institutions de la République française
Les institutions de la République française sont encadrées par les Constitutions françaises en fonction de leurs époques.

## Institutions actuelles

Les institutions de la Ve République.

Actuellement, les institutions françaises sont encadrées par la Constitution française du 4 octobre 1958 de la Cinquième République.

### Pouvoir exécutif
- Le président de la République
- Le Premier ministre et le gouvernement
- Les préfets
- Le gouvernement de la Nouvelle-Calédonie

### Pouvoir législatif
Le Parlement, composé de :
- L'Assemblée nationale, dite « chambre basse »
- Le Sénat, dit « chambre haute »

La réunion des deux chambres du Parlement, qui a pour objet le vote d'une révision de la Constitution ou l'autorisation de l'adhésion d'un État à l'Union européenne dans le cas où cette autorisation n'est pas soumise au référendum, est appelée le Congrès du Parlement. Le Parlement peut également se réunir en Haute Cour, où il est chargé de prononcer la destitution du président de la République, « en cas de manquement à ses devoirs manifestement incompatible avec l’exercice de son mandat ».

### Pouvoir judiciaire
- Les juridictions judiciaires
  - Cour de cassation
  - Cour d'appel
  - Tribunal judiciaire

Schéma de l'organisation juridictionnelle française

  - Juridictions pénales : Cour d’assises, Cour criminelle, Tribunal correctionnel, Tribunal de police
  - Juridictions civiles : Tribunal de commerce, Conseil de prud'hommes
- Les juridictions administratives
  - Conseil d'État
  - Cour administrative d'appel
  - Tribunal administratif
- Conseil constitutionnel
- Autres institutions judiciaire :
  - Conseil supérieur de la magistrature
  - Cour de Justice de la République
  - Tribunal des conflits

### Autres institutions
- Le Conseil économique, social et environnemental
- Le Défenseur des droits
- La Cour des comptes
- L'Institut national de la statistique et des études économiques (INSEE)

## Histoire des institutions
| Date        | Parlement                                        | Chef d’État                                                                    | Chef du gouvernement                                                           | Constitution                                              | Régime                                             | Type                            |
| ----------- | ------------------------------------------------ | ------------------------------------------------------------------------------ | ------------------------------------------------------------------------------ | --------------------------------------------------------- | -------------------------------------------------- | ------------------------------- |
| 1789        | États généraux de 1789                           |                                                                                |                                                                                |                                                           | Révolution française                               |                                 |
| 1789-1791   | Assemblée nationale constituante                 |                                                                                |                                                                                |                                                           | Révolution française                               |                                 |
| 1791-1792   | Assemblée nationale législative                  | Roi des Français                                                               | Roi des Français                                                               | Constitution de 1791                                      | Monarchie constitutionnelle                        | Monarchie constitutionnelle     |
| 1792-1795   | Convention nationale                             | Conseil exécutif                                                               | Conseil exécutif                                                               | Constitution de l'an I adoptée mais non appliquée         | Première République (Convention nationale)         | Régime d'assemblée              |
| 1795-1799   | Conseil des Anciens et Conseil des Cinq-Cents    | Cinq directeurs                                                                | Cinq directeurs                                                                | Constitution de l'an III                                  | Première République (Directoire)                   | Séparation stricte des pouvoirs |
| 1799-1802   | Sénat conservateur, Corps législatif et Tribunat | Premier consul (Bonaparte)                                                     | Premier consul (Bonaparte)                                                     | Constitution de l'an VIII                                 | Première République (Consulat)                     | Régime consulaire               |
| 1802-1804   | Sénat conservateur, Corps législatif et Tribunat | Premier consul (Bonaparte)                                                     | Premier consul (Bonaparte)                                                     | Constitution de l'an X                                    | Première République (Consulat)                     | Autoritarisme                   |
| 1804-1814   | Sénat conservateur, Corps législatif et Tribunat | Empereur des Français (Napoléon Ier)                                           | Empereur des Français (Napoléon Ier)                                           | Constitution de l'an XII                                  | Premier Empire                                     | Monarchie impériale             |
| 1814-1815   | Chambre des pairs et Chambre des députés         | Roi de France et de Navarre                                                    | Roi de France et de Navarre                                                    | Charte constitutionnelle de 1814                          | Première Restauration                              | Monarchie constitutionnelle     |
| 1815-1815   | Chambre des pairs et Chambre des représentants   | Empereur des Français (Napoléon Ier)                                           | Empereur des Français (Napoléon Ier)                                           | Acte additionnel aux constitutions de l'Empire            | Premier Empire (Cent-Jours)                        | Monarchie impériale             |
| 1815-1830   | Chambre des pairs et Chambre des députés         | Roi de France et de Navarre                                                    | Président du Conseil                                                           | Charte constitutionnelle de 1814                          | Seconde Restauration                               | Monarchie constitutionnelle     |
| 1830-1848   | Chambre des pairs et Chambre des députés         | Roi des Français                                                               | Président du Conseil                                                           | Charte constitutionnelle de 1830                          | Monarchie de Juillet                               | Monarchie constitutionnelle     |
| 1848-1849   | Assemblée nationale constituante                 | Président du gouvernement provisoire puis Président de la Commission exécutive | Président du gouvernement provisoire puis Président de la Commission exécutive |                                                           | Deuxième République                                |                                 |
| 1849-1852   | Assemblée nationale législative                  | Président de la République                                                     | Président du Conseil                                                           | Constitution de 1848                                      | Deuxième République                                | Régime présidentiel             |
| 1852-1870   | Sénat et Corps législatif                        | Empereur des Français (Napoléon III)                                           | Empereur des Français (Napoléon III)                                           | Constitution de 1852                                      | Second Empire                                      | Monarchie impériale             |
| 1871-1875   | Assemblée nationale constituante                 | Président de la République                                                     | Président du Conseil                                                           |                                                           | Troisième République                               | Régime d'assemblée              |
| 1875-1940   | Sénat et Chambre des députés                     | Président de la République                                                     | Président du Conseil                                                           | Lois constitutionnelles de 1875                           | Troisième République                               | Régime parlementaire            |
| 1940-1944   |                                                  | Chef de l'État français                                                        | Chef de l'État français                                                        | Loi constitutionnelle de 1940 (et actes constitutionnels) | État français (régime de Vichy)                    | Dictature pluraliste            |
| 1943-1944   | Assemblée consultative provisoire                | Président du CFLN                                                              | Président du CFLN                                                              | Ordonnance du 17 septembre 1943                           | Comité français de libération nationale            | Organisation de résistance      |
| 1944-1945   | Assemblée constituante de 1945                   | Président du GPRF                                                              | Président du GPRF                                                              | Ordonnance du 9 août 1944                                 | Gouvernement provisoire de la République française | Gouvernement provisoire         |
| 1945-1946   | Assemblée constituante de 1946                   | Président du GPRF                                                              | Président du GPRF                                                              | Loi constitutionnelle de 1945                             | Gouvernement provisoire de la République française | Gouvernement provisoire         |
| 1946-1958   | Conseil de la République et Assemblée nationale  | Président de la République                                                     | Président du Conseil                                                           | Constitution de 1946                                      | Quatrième République                               | Régime parlementaire            |
| Depuis 1958 | Sénat et Assemblée nationale                     | Président de la République                                                     | Premier ministre                                                               | Constitution de 1958                                      | Cinquième République                               | Régime semi-présidentiel        |